# Ostoja Kroczycka
Ostoja Kroczycka este o arie protejată (sit de importanță comunitară — SCI) din Polonia întinsă pe o suprafață de 1.391,16 ha, integral pe uscat.

## Localizare
Centrul sitului Ostoja Kroczycka este situat la coordonatele 50°34′39″N 19°31′44″E / 50.5774°N 19.5289°E.

## Înființare
Situl Ostoja Kroczycka a fost declarat sit de importanță comunitară în octombrie 2009 pentru a proteja un număr necunoscut de specii din flora spontană și fauna sălbatică aflate în arealul zonei.

## Biodiversitate
Situată în ecoregiunea continentală, aria protejată conține 6 habitate naturale: Formațiuni de Juniperus communis pe lande sau pajiști calcaroase, Pajiști uscate seminaturale și facies de acoperire cu tufișuri pe substraturi calcaroase (Festuco-Brometalia) (* situri importante pentru orhidee), Pante stâncoase calcaroase cu vegetație casmofită, Peșteri inaccesibile publicului, Păduri de fag Asperulo-Fagetum, Păduri de fag din Europa Centrală dezvoltate pe sol calcaros cu Cephalanthero-Fagion.
La baza desemnării sitului se află un număr nedeclarat de specii protejate.